# Anthela callispila
Anthela callispila is een vlinder uit de familie van de Anthelidae.
De vlinder heeft bruine vleugels met langs de voorrand twee markante witte stippen, op de achtervleugel soms een. De stippen zijn ook aan de onderkant van de vleugels zichtbaar. De eerste segmenten van het achterlijf zijn oranje, voor de rest is het achterlijf bruin.
De soort komt alleen voor in Australië in Zuid-Australië, New South Wales en Queensland.